# Сафиуллина, Амина Каримовна
Амина Каримовна Сафиуллина (тат. Әминә Кәрим кызы Сафиуллина; 22 июня 1925, Ямашурма, Арский кантон, Татарская АССР, РСФСР, СССР — 15 января 2015, Казань, Республика Татарстан, Российская Федерация) — первый диктор татарского телевидения, заслуженный работник культуры РСФСР, заслуженный работник культуры Татарской АССР.

## Биография
Родилась 22 июня 1925 года в деревне Ямашурма Высокогорского района ТАССР. В 16 лет начала работать на эвакуированном из Ленинграда военном заводе имени Калинина. Работала на нем с 1941 по 1945 год. За это была награждена медалью «За доблестный труд в годы Великой Отечественной войны 1941—1945».
После войны окончила Казанское театральное училище и была приглашена на работу в Татарский радиокомитет. В 1949—1959 годах работала диктором радио и был одним из самых популярных дикторов.
В 1959 году в среде инициативной группы творческих работников радио велась подготовка к открытию Казанской студии телевидения. Стояла в одном ряду с основателями телевидения.
В ноябре 1959 года была одним из ведущих на открытии татарского телевидения. Позже на протяжении многих лет была телеведущей. В 1961 году Амине Каримовне была присвоена квалификация диктора высшей категории, а в 1964 году она была удостоена почетного звания  «Заслуженный работник культуры ТАССР».
В 1966 году была выдвинута на должность главного редактора художественных программ студии ТВ.
С 1993 по 2000 годы была преподавателем в татарской музыкальной гимназии Республики Татарстан. По разработанной ей программе 7 лет преподавала детям уроки вежливости (уроки этики).
Скончалась 15 января 2015 года в возрасте 89 лет. Похоронена на Ново-Татарском кладбище.

## Общественная жизнь
Была членом Республиканской комиссии по премиям Ленинского Комсомола имени М. Джалиля, членом коллегии Государственного комитета по ТВ и радио, бессменным членом художественного совета студии ТВ, более 15 лет был заместителем секретаря партбюро, избиралась председателем местного комитета студии.

## Награды
- Медаль «За доблестный труд в Великой Отечественной войне 1941—1945» (1946 год).
- Звание «Заслуженный работник культуры Татарской АССР» (1966).
- Юбилейная медаль «За доблестный труд в ознаменование 100-летия со дня рождения В. И. Ленина» (1970).
- Орден «Знак Почёта» (1971).
- Почетная грамота обкома КПСС и Совета Министров РСФСР (1975).
- Медаль «Тридцатилетие победы в Великой Отечественной войне 1941—1945» (1975).
- Звание «Заслуженный работник культуры РСФСР» (1980).
- Диплом «Почёт и честь» на 7 республиканском конкурсе «Хрустальное перо» (2004)